# Johanna Oppenheimer
Johanna Oppenheimer (geboren 17. Juli 1872 in Frankfurt am Main; gestorben 23. Dezember 1942 im Ghetto Theresienstadt) war eine deutsche Malerin.

## Leben
Oppenheimer stammte aus einer großbürgerlichen Familie, die seit 1875 in Würzburg wohnte. Ihre Eltern waren der Privatier Adolf Oppenheimer (30. Dezember 1832 bis 17. April 1904) und dessen Frau Recha (geborene Hamburger, 20. Juni 1844 bis 16. August 1921). Ihre Schwester Klara (10. Juni 1869 bis 1943) besuchte das Lehrerinnenseminar und studierte Medizin, nachdem Frauen zum Medizinstudium zugelassen wurden.

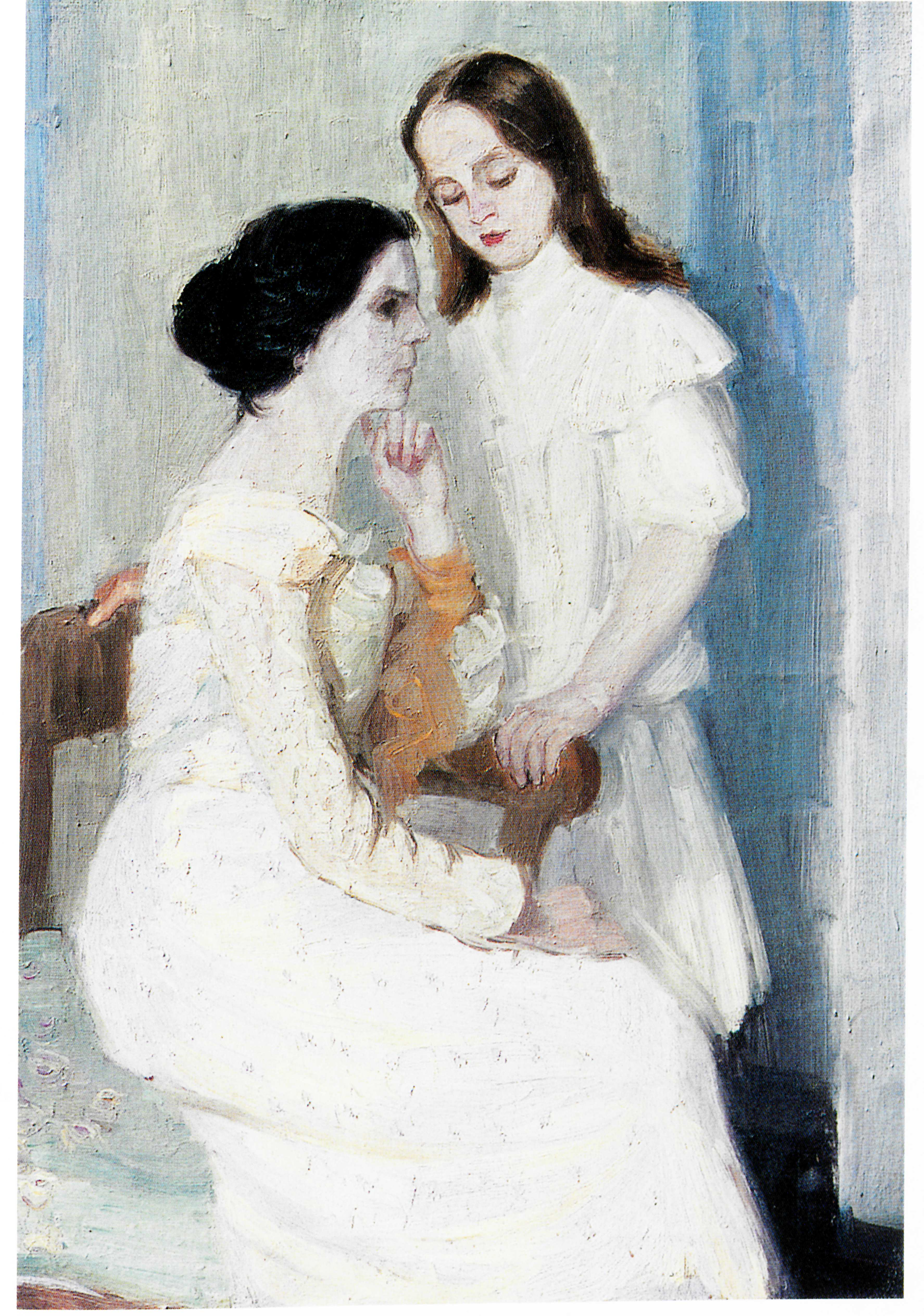
Schwester Cäcilie mit ihrer Tochter Edith

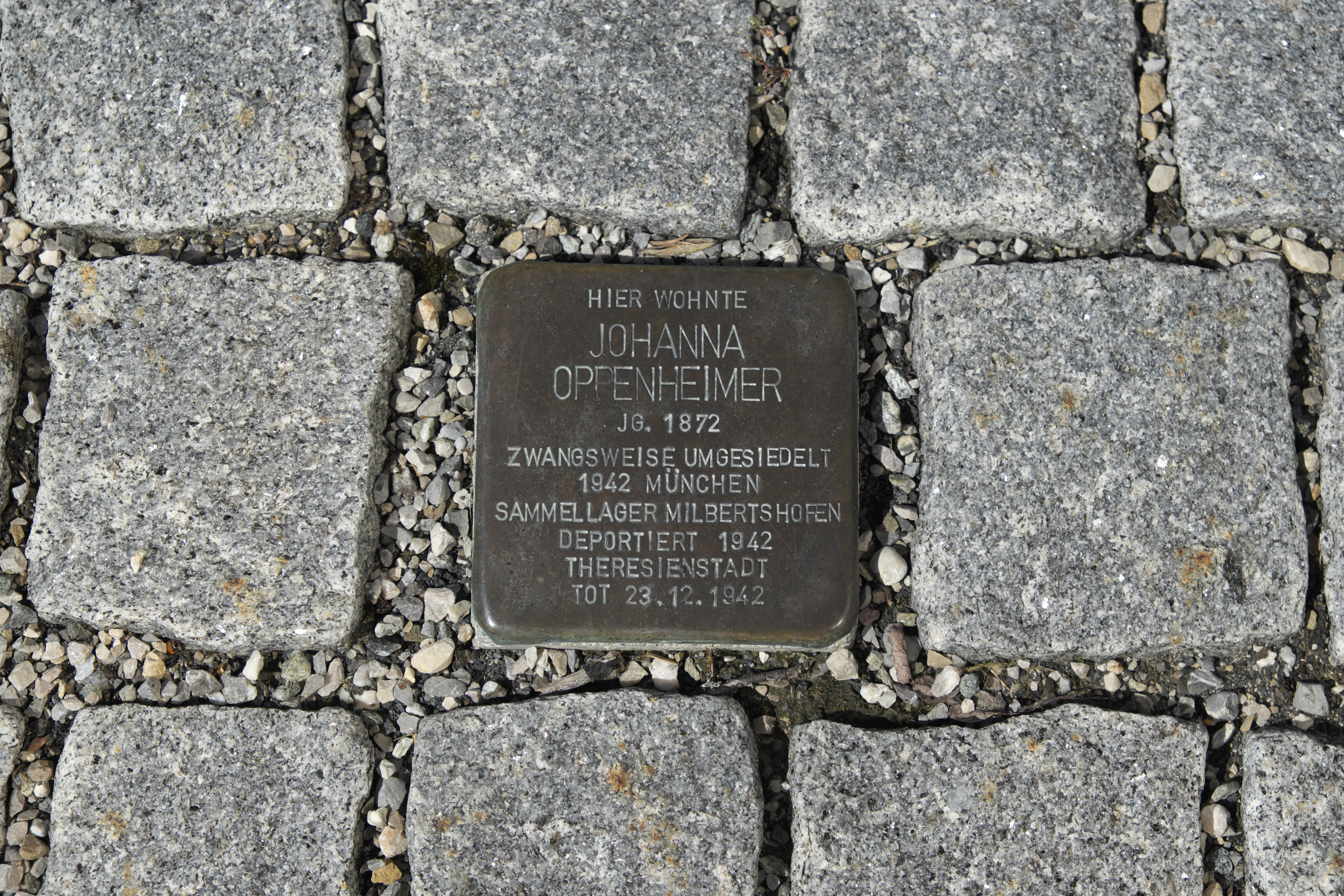
Stolperstein in Schöngeising zur Erinnerung an Johanna Oppenheimer

Im Jahr 1900 zog Oppenheimer nach München. Sie besuchte die Malschule des Künstlerinnenvereins und war Schülerin von Heinrich Knirr. Sie fand dort Anschluss an die Schwabinger Bohème. 1910 wurde sie freie Künstlerin. Ihr Malstil orientierte sich an den französischen Impressionisten.
Sie lebte und arbeitete ab 1919 in ländlicher Idylle in Schöngeising, wo sie sich mit ihrer Freundin, der Sängerin Else Hoffmann, eine Villa bauen ließ, in der sie ein Atelier einrichtete. Nach der Machtübergabe an die Nationalsozialisten 1933 durfte sie ihren Beruf nicht mehr ausüben. Ab 1941 ging sie aus Angst vor Übergriffen im Dorf nicht mehr aus dem Haus.
Am 29. März 1942  wurde sie in das Sammellager Milbertshofen deportiert und von dort am 17. Juni 1942 in das Ghetto Theresienstadt, wo sie wegen der Haftbedingungen an der Ruhr erkrankte und am Vorweihnachtstag verstarb.
2013 wurde in Schöngeising ein Stolperstein verlegt. Eine Straße in Schöngeising wurde nach ihr benannt.

## Ausstellungen (Auswahl)
Das umfangreiche Œuvre ist bis auf wenige Bilder verschollen.
- 15. Juni bis 30. September 1921: Freie Kunstausstellung im Münchener Glaspalast (Ölgemälde, Akt am Spiegel und Lautenspielerin)
- 8. Oktober 1998 bis 31. Januar 1999: Johanna Oppenheimer – Schicksal und Werk einer jüdischen Malerin. Ausstellung Stadtmuseum Fürstenfeldbruck, 1998.[6]